# Дхаркер, Имтиаз
Имтиаз Дхаркер (англ. Imtiaz Dharker; род. 31 января 1954 год, Лахор, Пакистан) — британская поэтесса пакистанского происхождения, художница, режиссёр документального кино.

## Биография
Имтиаз Дхаркер родилась в Лахоре 31 января 1954 года. Родители переехали из Пакистана в Великобританию, когда ей ещё не было года. Будущая поэтесса выросла в Глазго. Она была замужем за Саймоном Пауэллом, основателем организации «Живая поэзия», скончавшимся в октябре 2009 года из-за рака, которым он болел в течение последних одиннадцати лет. Ныне Имтиаз Дхаркер делит своё время между Лондоном и Мумбаи. Она говорит о себе, как о «шотландской мусульманской кальвинистке». Популярна в Великобритании и Индии. Её дочь Айша Дхаркер, известная актриса кино и телевидения.
Поэтесса, автор пяти поэтических сборников, к которым ею же были созданы иллюстрации. Она является поэтом, чьё творчество входит в обязательную программу по английскому языку аттестационной комиссии Альянса оценки и квалификации (AQA). Её стихотворения «Благословение» и «Эта комната» вошли в первую и вторую главы раздела разных культур «Антологии» AQA. Имтиаз Дхаркер, вместе с Кэрол Энн Даффи и Джиллиан Кларк, входила в жюри Манчестерской поэтической премии за 2008 год. В 2011 году она была принята на место научного сотрудника в Королевское литературное общество. В том же году была удостоена премии Чамли, которую вручает Общество Авторов. В 2011 году, вместе с Глином Максвеллом, входила в жюри Фойлского конкурса молодых поэтов. В 2012 году была номинирована на премию «Поэт Парнаса» на международном фестивале, который проходил в рамках культурной олимпиады 2012 года — крупнейшего поэтического фестиваля поэзии когда-либо проводившегося на территории Великобритании, объединившего поэтов из всех стран-участниц Лондонской олимпиады. С января по март 2013 года была поэтом в резиденции библиотеки Кембриджского университета.
Главными темами поэзии Имтиаз Дхаркер является дом, свобода, путешествия, географическое и культурное смещение, конфликт внутри общества и гендерная политика. Все книги автора были изданы издательством Бладекс Букс. В своих стихах поэтесса касается различных аспектов жизни женщины-мусульманки, которая, по её мнению, испытывает несправедливость, угнетение и насилие, подпитываемые традицией ношения паранджи, никаба, чадры.
Имтиаз Дхаркер также является режиссёром-документалистом, сценаристом и режиссёром более ста фильмов и аудио-визуальных проектов, посвящённых образованию, охране репродуктивного здоровья и социальной помощи женщинам и детям. В 1980 году её короткометражный фильм получил награду «Серебряной лотос». На сегодняшний день в Индии, Китае (Гонконг), США, Великобритании и Франции прошли десять персональных выставок её графики пером и тушью.

## Сочинения
- «Паранджа» (англ. Purdah, 1989).
- «Открытки от Бога» (англ. Postcards from God, 1997).
- «Я говорю дьяволу» (англ. I Speak for the Devil, 2003).
- «Террорист на моём столе» (англ. The Terrorist at my Table, 2006; 2007).
- «Оставить отпечатки пальцев» (англ. Leaving Fingerprints, 2009).